# Chaenusa americana
Chaenusa americana är en stekelart som först beskrevs av Riegel 1982.  Chaenusa americana ingår i släktet Chaenusa och familjen bracksteklar. Inga underarter finns listade i Catalogue of Life.